# 苏内·弗雷特林
苏内·弗雷特林（瑞典語：Sune Wretling，1939年1月2日—2007年4月26日），瑞典男子冰球运动员，场上位置是前锋。他曾代表瑞典国家队参加1960年冬季奥林匹克运动会冰球比赛，获得第5名。